# 이케아
이케아(스웨덴어: IKEA)[ɪ²keːa]는 스웨덴의 가구 제조 기업이다. 이케아는 스칸디나비아 특유의 디자인과 저렴한 가격, 그리고 무엇보다 소비자가 직접 운반하고 제작해 조립과 배송 비용이 없는 DIY 제품 판매로 발전하고 유명해진
기업이다. 이케아는 1943년 잉바르 캄프라드가 스웨덴에서 만들었으며 현재는 네덜란드에 등록된 재단이 운영하고 있다. 1953년 스웨덴 알름훌트에서 첫번째 전시 매장이 열렸다. 'IKEA'라는 이름은 설립자 이름 잉바르 캄프라드(Ingvar Kamprad), 그의 가족 농장 이름인 엘름타리드 (Elmtaryd), 그리고 고향인 아군나리드
(Agunnaryd)의 약자를 모아 만든 것이다.
이케아 홀딩 B.V. 가 모든 이케아 그룹의 모회사이며 여기에 속한 중요한 회사는 이케아 가구를 만드는 스웨드우드(Swedwood)가 있다. 디자인과 제품 개발은 이케아 스웨덴이 맡는다. INGKA 홀딩 B.V.는 스티칭 INGKA 재단이 맡고 있고 네덜란드 레이던에 있다. 인터 이케아 시스템즈 B.V.는 델프트에 있으며, IKEA의 콘셉트와 등록상표를 소유하고 있으며, 전 세계의 대리점 협약도 여기에서 이루어진다. 이케아 그룹은 이에 속한 가장 큰 회사이다.

## 운영
현재 오스트레일리아, 독일, 미국, 캐나다, 오스트리아, 프랑스, 벨기에, 체코, 아랍에미리트, 중국, 러시아, 일본, 터키, 태국, 대한민국 등 세계 29개국에 355개의 매장이 있다. 그 중 223개는 '잉카 홀딩(Ingka Holding)'의 자회사인 '이케아그룹(IKEA Group)'이 운영하고 있으며 나머지 30개는 프랜차이즈로 운영되고 있다. 잉카 홀딩은 잉바르 캄프라드 회장과 그의 부인, 변호사 등이 이사진으로 있는 네덜란드의 비영리 법인인 '스티칭 잉카 재단(Stiching Ingka Foundation)'이 소유하고 있다. 이케아의 상표권과 프랜차이즈 회사는 네덜란드에 본사를 두고 있는 '인터 이케아 시스템스(Inter IKEA Systems)'가 소유하고 있다.

## 마케팅
제2차 세계 대전 후 스웨덴의 젊은이 캄프라드는 젊은 신혼 부부들이 비싼 스웨덴 가구를 사는 데 많은 어려움을 겪는다는 사실을 알았다.
가격이 비싼 이유는 가구의 품질이 좋고, 경쟁이 활발하지 않은 탓에 가구 소매업자들이 높은 마진을 부과하기 때문이었다.
젊은 신혼 부부들은 높은 할부이자를 물며 이런 제품을 사거나 아니면 수입된 하급품을 구입해야 했다.
캄프라드는 좋은 품질의 가구를 매우 낮은 가격에 공급할 방법을 찾아내었다. 그의 원가절감 전략은 다음 다섯 가지 방법의 결합으로 구성되었다.
1. 비교적 도시외곽에 매장이 위치하여 임대비용을 절감한다.
2. 가구는 조립형으로 설계하여 납작하게 쌓아 운반하고, 그럼으로써 운반/저장공간절약으로 물류비용을 현저히 절감한다.
3. 고객은 전시장에서 조립된 가구를 보고 마음을 정한 다음, 창고에서 직접 그 가구를 찾고, 값을 지불한 뒤 차에 실어 집으로 가져간다. 이로써 배달 비용을 절감한다.
4. 고객이 스스로 가구를 조립하게 함으로써 제조업자와 상점은 비용을 더욱 절약한다.
5. 이케아는 높은 마진을 추구하는 전통적인 스웨덴 가구 상점들과 달리, 낮은 마진으로 매출을 극대화하는 박리다매 전략을 채택했다.

이 모든 요인 덕분에 이케아는 경쟁사보다 20% 저렴하게 가구를 판매하면서도 많은 이익을 남길 수 있었다.

### 독특한 제품명
이케아의 창립자인 잉그바르 캄프라드는 난독증이다. 때문에 평소 제품 코드를 읽는 데 어려움이 있던 그는 상품을 보다 쉽게 분류하고 인지하기 위해 제품명을 특정 장소나 사람 이름으로 지었다. 예를 들어 소파, TV 벤치의 제품명은 스웨덴의 지명인 '클리판(Klippan)', '노레보(Norrebo)'이다. 또한 책장에는 남자 이름을, 커튼에는 여자 이름을 붙인다.
예를 들어 이케아의 디자이너 일리스 룬드그렌이 디자인한 최고 인기 상품 중 하나인 책장의 이름은 '빌리(Billy)'다. 침대와 옷장의 이름은 노르웨이의 지명을 따서 붙이기도 한다.

## 전 세계의 이케아 상점 목록
- 1958년 스웨덴
- 1963년 노르웨이
- 1969년 덴마크
- 1973년 스위스
- 2014년 대한민국

## 이케아 코리아

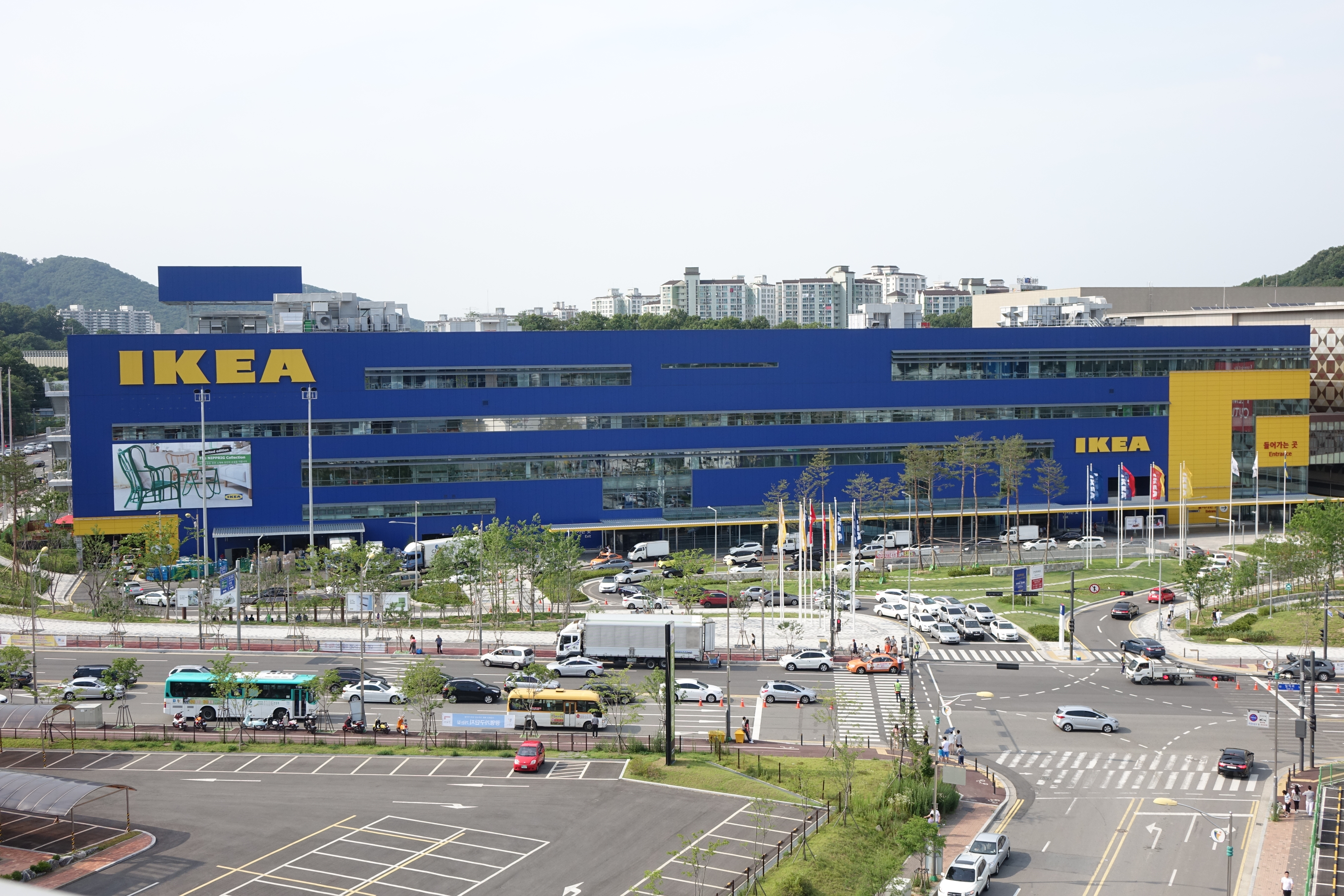
이케아 광명점, 2015년

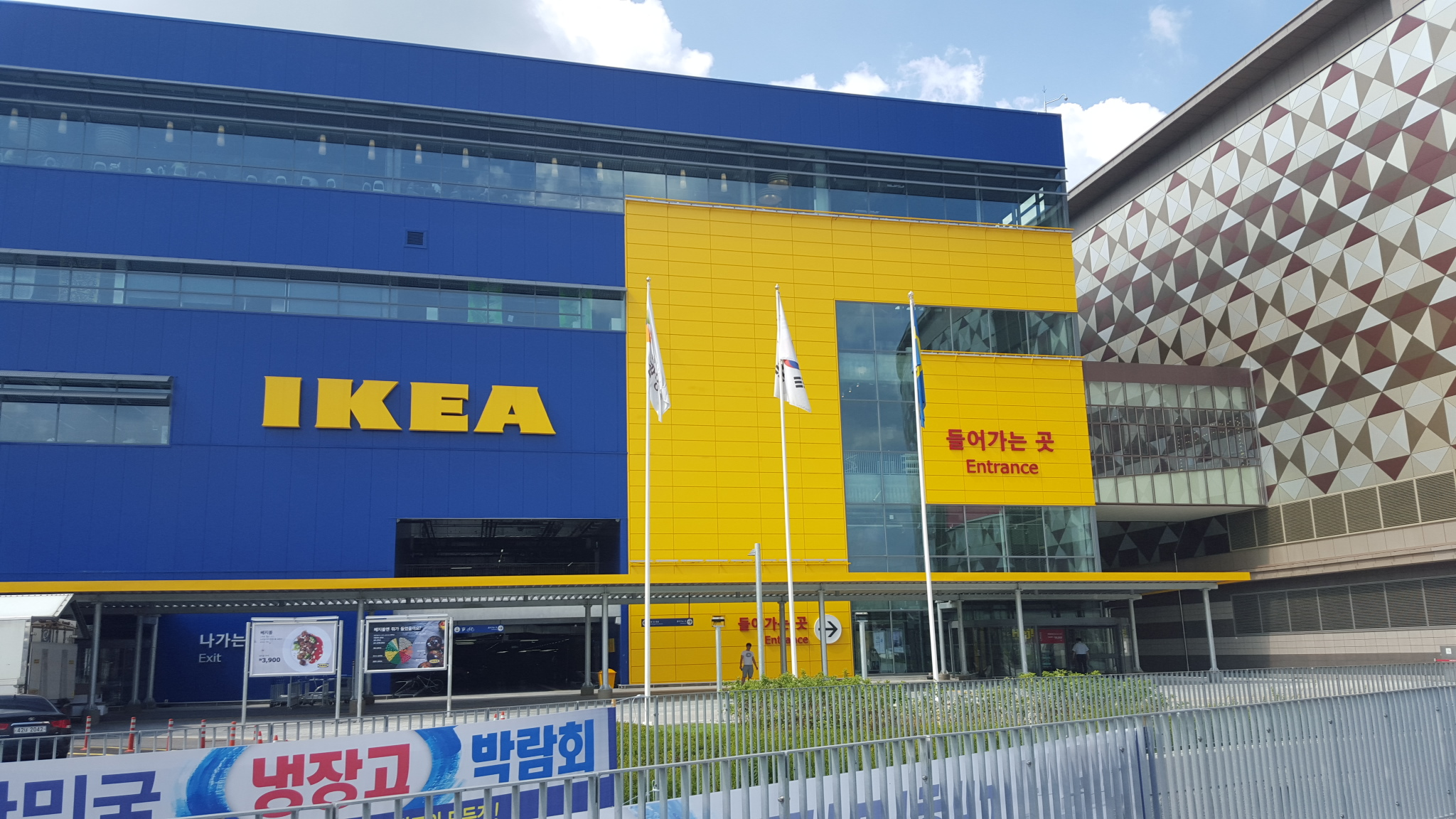
이케아 광명점, 2015년

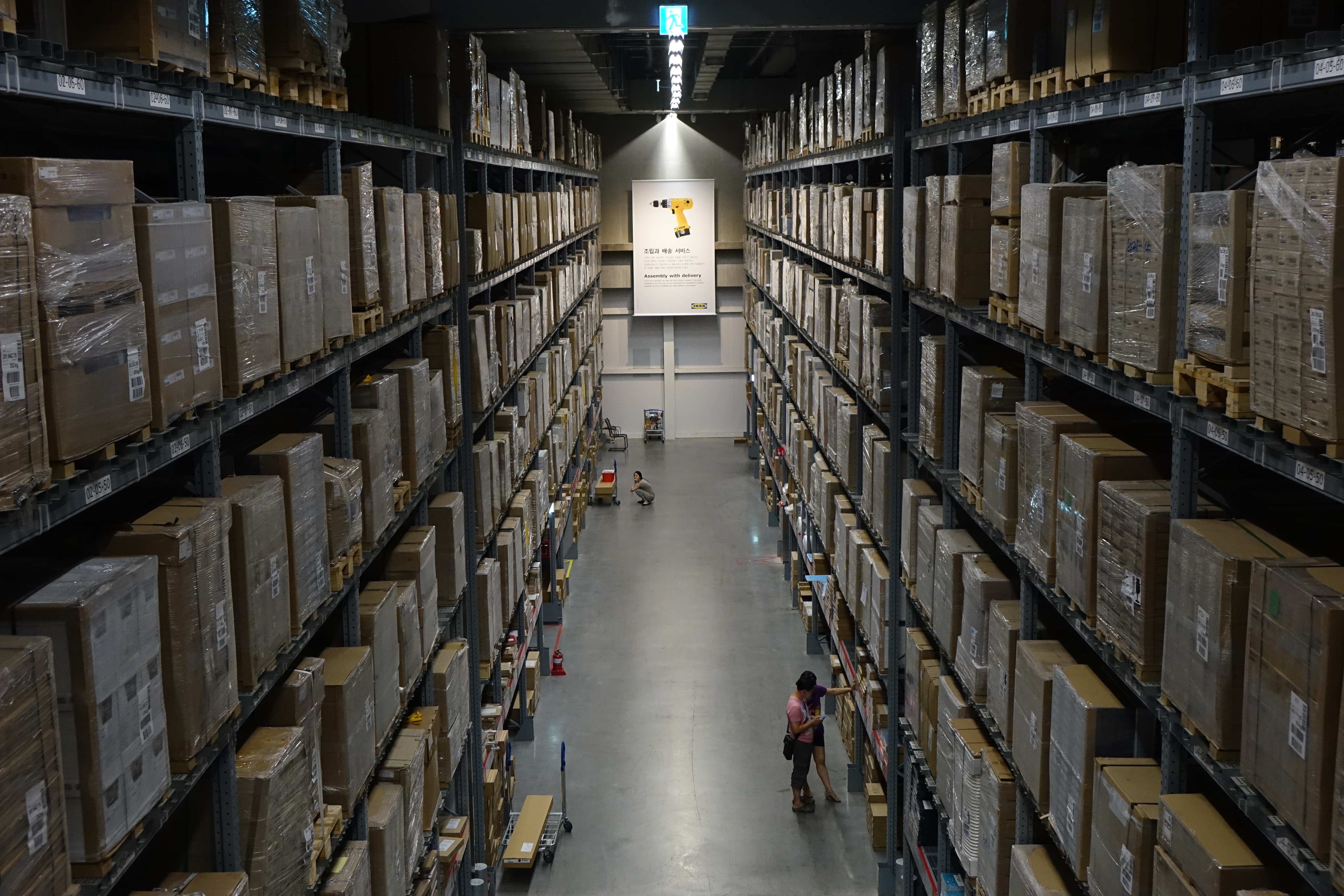
이케아 광명점 내부, 2015년

이케아는 한국에 2014년 12월 18일 이케아 광명점을 오픈하면서 진출했다. 안드레 슈미트갈 이케아코리아 대표는 2020년까지 한국에 6개 매장을 운영할 계획이라고 밝혔다. 광명점, 고양점과 기흥점은 운영 중이고, 충청남도 계룡시에 부지를 매입하였으며, 부산 기장군, 서울 강동구와는 업무협약(MOU)을 체결한 상태다.

### 현재 영업 지점
| 지점     | 주소                                      | 개점                      | 연계 교통  | 비고               |
| -------- | ----------------------------------------- | ------------------------- | ---------- | ------------------ |
| 광명점   | 경기도 광명시 일직로 17                   | 2014년 12월 18일          | 광명역     | 최초의 수도권 매장 |
| 고양점   | 경기도 고양시 덕양구 권율대로 420         | 2017년 10월 19일          | 원흥역     |                    |
| 기흥점   | 경기도 용인시 기흥구 고매동               | 2019년 12월 12일          | 기흥역     |                    |
| 동부산점 | 부산광역시 기장군 기장읍 동부산관광3로 17 | 2020년 2월 13일           | 오시리아역 |                    |
| 강동점   | 서울특별시 강동구 고덕동 352-12           | 2025년 4월 17일 개점 예정 | 고덕역     | 이케아 시티        |

### 무산된 지점
| 지점   | 주소                                       | 비고 |
| ------ | ------------------------------------------ | ---- |
| 청라점 | 인천광역시 서구 청라국제도시               |      |
| 계룡점 | 충청남도 계룡시 대실지구                   |      |
| 대구점 | 대구광역시 동구 율암동 1156-2 (안심뉴타운) |      |

## 논란

### 동해 표기 논란
이케아 코리아는 개장에 앞서 공식 홈페이지 내 2013 연간 보고서 상에 동해가 일본해로 표기된 세계지도 제품 이미지를 사용하였다. 이러한 사실이 알려지자 한국 소비자들은 이케아 코리아 측에 해명을 요청했으며 이에 이케아 코리아 측은 "한국에서는 팔지 않겠다."라는 해명을 하여 한국 소비자들의 비판을 샀다. 이 후 중앙일보에 따르면 이케아 코리아 측은 자사 공식 SNS에 사과문을 게시하였으며 공식 사과 보름 뒤 해당 상품을 전세계 제품군에서 제외할 예정임을 전하였다.

### 한국 내 가격 책정 논란
이케아가 한국에 들어오면서 동일한 제품임에도 불구하고 다른 나라보다 비싸게 판다는 논란이다. 조선일보에 따르면 이에 한국 소비자들 사이에서 이케아가 한국 소비자들을 우롱한다며 불만이 속출하였다고 전하였다. 이어 조선일보는 이케아 앤드류 존슨 세일즈 매니저의 말을 인용하여 "국가별 가격이 다른 것은 국가마다 주안점과 주력 제품이 모두 다르기 때문"이라며 "제품의 가격은 시장분석, 생산지, 유통경로, 세금, 원화, 수량 등에 따라 달라지며, 약 8,000개 상품의 가격을 책정하는 것은 굉장히 복잡한 프로세스" 라고 해명했다고 전하였다.

### 영세 상인과의 상생 논란
한국경제에 따르면 개장 전 있었던 논란에도 불구하고 이케아 코리아 광명점은 개장 3일만에 4만 8천여명의 사람들이 방문했다고 전했다. 또한, 매일경제는 기사를 통해 이케아 광명점 근처에 있는 광명가구단지 및 주변 영세업체들은 매출에 큰 타격을 입었으며 폐업을 한 업체까지 생겼다고 전하였다. 이어 광명시소상공인연합회와 가구협동조합 등 14개 단체는 “이케아가 가구전문점으로 분류돼 월 2회 의무휴업 및 영업시간 제한 등의 영업규제를 받지 않고 있다”며 이에 대한 대책마련을 호소했다고 전했다. 이후 광명시는 공식 홈페이지 게시글을 통해 현재 '전문점'으로 등록이 되어 있는 이케아를 대형마트(SSM, Super SuperMarket)로 지정하여 의무 휴업제에 따르는 것을 산업통상자원부에 건의 하였으며, 많은 사람이 몰림에 따라 발생한 주차난 및 교통난을 해결할 것을 이케아 코리아 측에 요구하였다.

## 같이 보기
- 이케아 미트볼
- 이케아 세대
- 이케아 효과
- 일리스 룬드그렌